# Uruguay ai Giochi della XIV Olimpiade
L'Uruguay partecipò ai Giochi della XIV Olimpiade, svoltisi a Londra, dal 20 luglio al 14 agosto 1948,  
con una delegazione di 61 atleti, di cui 1 donna, impegnati in 11 discipline,
aggiudicandosi 1 medaglia d'argento e 1 medaglia di bronzo.

## Medagliere

### Per discipline
| Sport       | Oro | Argento | Bronzo | Totale |
| ----------- | --- | ------- | ------ | ------ |
| Canottaggio | 0   | 1       | 1      | 2      |
| Totale      | 0   | 1       | 1      | 2      |

### Medaglie
| Medaglia | Atleta                       | Sport       | Evento                 |
| -------- | ---------------------------- | ----------- | ---------------------- |
| Argento  | Eduardo Risso                | Canottaggio | Singolo maschile       |
| Bronzo   | William Jones Juan Rodríguez | Canottaggio | Due di coppia maschile |

## Risultati

### Pallacanestro
| Atleta | Classifica |
| --- | ---------- |
| V · D · M Nazionale uruguaiana - Pallacanestro ai Giochi della XIV Olimpiade Acosta y Lara · Antón · Cieslinskas · Demarco · Diab · Eidlin · Folle · García · Gordon · Lombardo · Lovera · Magariños · Roselló · Ruiz · All. Raúl Canale | 5°         |
| Nazionale uruguaiana - Pallacanestro ai Giochi della XIV Olimpiade |            |
| Acosta y Lara · Antón · Cieslinskas · Demarco · Diab · Eidlin · Folle · García · Gordon · Lombardo · Lovera · Magariños · Roselló · Ruiz · All. Raúl Canale                                                                              |            |

### Pallanuoto
| Atleta | Classifica |                    |
| --- | --- | ------------------ |
| V · D · M Nazionale maschile uruguaiana di pallanuoto · Giochi olimpici - Londra 1948 Pereira • López • Costemalle • Gabriel • Buceta • Mariño • Abella • R. Castro • Álvarez • J. Castro • García • Iocco · CT : - | 13° |                    |
| Nazionale maschile uruguaiana di pallanuoto · Giochi olimpici - Londra 1948 | |                    |
| Pereira • López • Costemalle • Gabriel • Buceta • Mariño • Abella • R. Castro • Álvarez • J. Castro • García • Iocco · CT: -                                                                                        | Pereira • López • Costemalle • Gabriel • Buceta • Mariño • Abella • R. Castro • Álvarez • J. Castro • García • Iocco · CT: - | Uruguay (bandiera) |